# Pokémon: Let's Go, Pikachu! en Let's Go, Eevee!
Pokémon: Let's Go, Pikachu! en Let's Go, Eevee! zijn twee computerspellen die zijn ontwikkeld door Game Freak en uitgegeven door The Pokémon Company en Nintendo voor de Nintendo Switch. De rollenspellen zijn uitgebracht op 16 november 2018.

## Beschrijving
De spellen spelen zich af in het Kanto-gebied en bevatten de originele 151 Pokémonfiguren. Zo kan men in het spel vechten tegen andere Pokémontrainers en Gymleiders met gevangen Pokémon. Door de bewegingsbediening van de Joy-Con-controller of het Poké Ball Plus-randapparaat te gebruiken, kunnen spelers bessen gooien om een Pokémon tot bedaren te brengen of Pokéballen om te proberen hem te vangen. Als een speler bewegingsbesturing gebruikt, is het vangen van Pokémon eerder gebaseerd op de timing van de speler dan op nauwkeurigheid. Hoewel het mogelijk is om een worp te missen, maakt de bal bijna gegarandeerd contact met de Pokémon.
Afhankelijk van de versie beginnen spelers met een Pikachu of een Eevee, die in de bovenwereld op de schouder van het personage zit. Dit is vergelijkbaar met het 'wandelende Pokémon'-mechanisme dat voor het eerst werd geïntroduceerd in Pokémon Yellow, waarin Pikachu het spelpersonage volgt gedurende het spel.
Een opmerkelijk verschil in Let's Go, Pikachu! en Let's Go, Eevee! is dat wilde Pokémon verschijnen in de bovenwereld, in plaats van willekeurige ontmoetingen in het gras of in grotten zoals in eerdere Pokémon-rollenspellen uit de hoofdserie.
De spellen ondersteunen coöperatieve multiplayer (co-op-modus), zodat men met andere spelers kan samenwerken.

## Uitwisselen
Spelers kunnen Pokémon uitwisselen en gevechten aangaan met andere spelers, zowel lokaal als online. Om met andere spelers te verbinden moet je een code ingeven bestaande uit drie Pokémon gliefen.

## Ontvangst
| Recensiescore             | Recensiescore             |
| Recensieverzamelaar       | Score                     |
| ------------------------- | ------------------------- |
| Metacritic                | 79% (Pikachu) 80% (Eevee) |
| Publicist                 | Score                     |
| Electronic Gaming Monthly | 8,5                       |
| Eurogamer                 | 8                         |
| Famitsu                   | 37/40                     |
| GameSpot                  | 8                         |
| IGN                       | 8,3                       |
| Nintendo Life             | 8                         |

De spellen ontvingen na uitgave overwegend positieve recensies en hebben op verzamelwebsite Metacritic een score van 79% en 80% voor respectievelijk Pikachu en Eevee. Men prees de gameplay, nostalgie en lage instapdrempel voor nieuwe spelers, maar kritiek was er op de bewegingsbesturing.
In december 2020 werd bekendgemaakt dat de spellen wereldwijd in totaal ruim 13 miljoen keer zijn verkocht.

## Trivia
De twee spellen zijn remakes van het originele spel Pokémon Yellow uit 1998 voor de Game Boy.